# Friedrich Eunicke

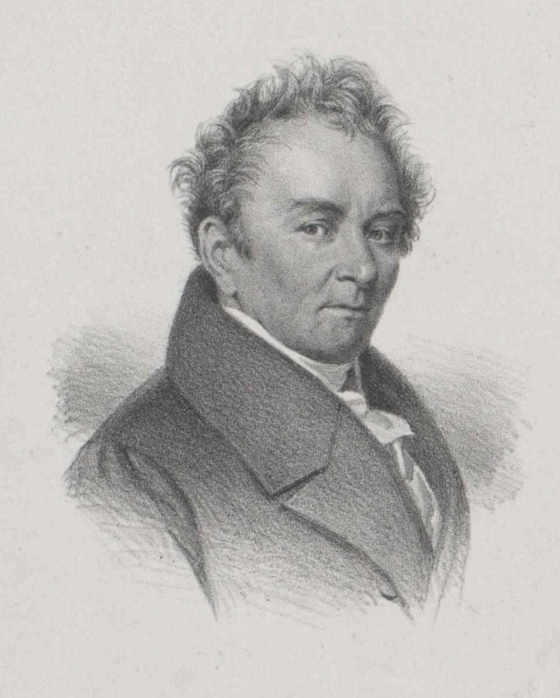
Friedrich Eunicke

Friedrich Eunicke (6. März 1764 in Sachsenhausen – 12. September 1844 in Berlin) war ein deutscher Opernsänger (Tenor).

## Leben
Friedrich Eunicke, Sohn eines Kantors, erhielt den ersten Musikunterricht von seinem Vater. Wegen Mittellosigkeit konnte er das Studium der Theologie nicht durchführen und trat deshalb in Berlin als Präfect in den Köllnischen Currende-Chor ein. Seine Tenorstimme verschaffte ihm 1786 den Ruf als markgräflicher Kammersänger nach Schwedt, wo er zum ersten Mal die Bühne betrat und sich 1788 mit der Schauspielerin Henriette Schüler verheiratete. Im Jahr 1788 kam Eunicke zu Engagements nach Mannheim, 1789 nach Mainz, 1792 nach Bonn, 1793 nach Amsterdam an die deutsche Oper und 1795 nach Frankfurt am Main. 1796 trieben ihn die Kriegsunruhen nach Berlin, wo er Anstellung beim Nationaltheater fand und bis zu seiner Pensionierung im Jahr 1823 als erster Tenorist sang. 
Im Besitze musikalischer Kenntnisse war er auch tätig als Komponist. Schon 1792 erschien zu Bonn bei Simrock und in Darmstadt bei Boßler ein von ihm verfertigter Klavierauszug zu Mozarts „Zauberflöte“. Auch mehrere Lieder von ihm kamen im Druck heraus, wie er denn einige Gesänge für die Berliner Liedertafel componirte, deren Mitglied er war. Hochbetagt starb Eunicke in Berlin am 12. September 1844. Er wurde auf dem Friedhof der Dorotheenstädtischen und Friedrichswerderschen Gemeinden begraben, seine Frau Therese folgte ihm dorthin.
Er war ab 1797 mit Therese Eunicke, geborene Schwachhofer verheiratet. Mit dieser hatte er die Töchter Johanna (1798–1856) und Katharina, die ebenfalls Schauspielerinnen wurden.

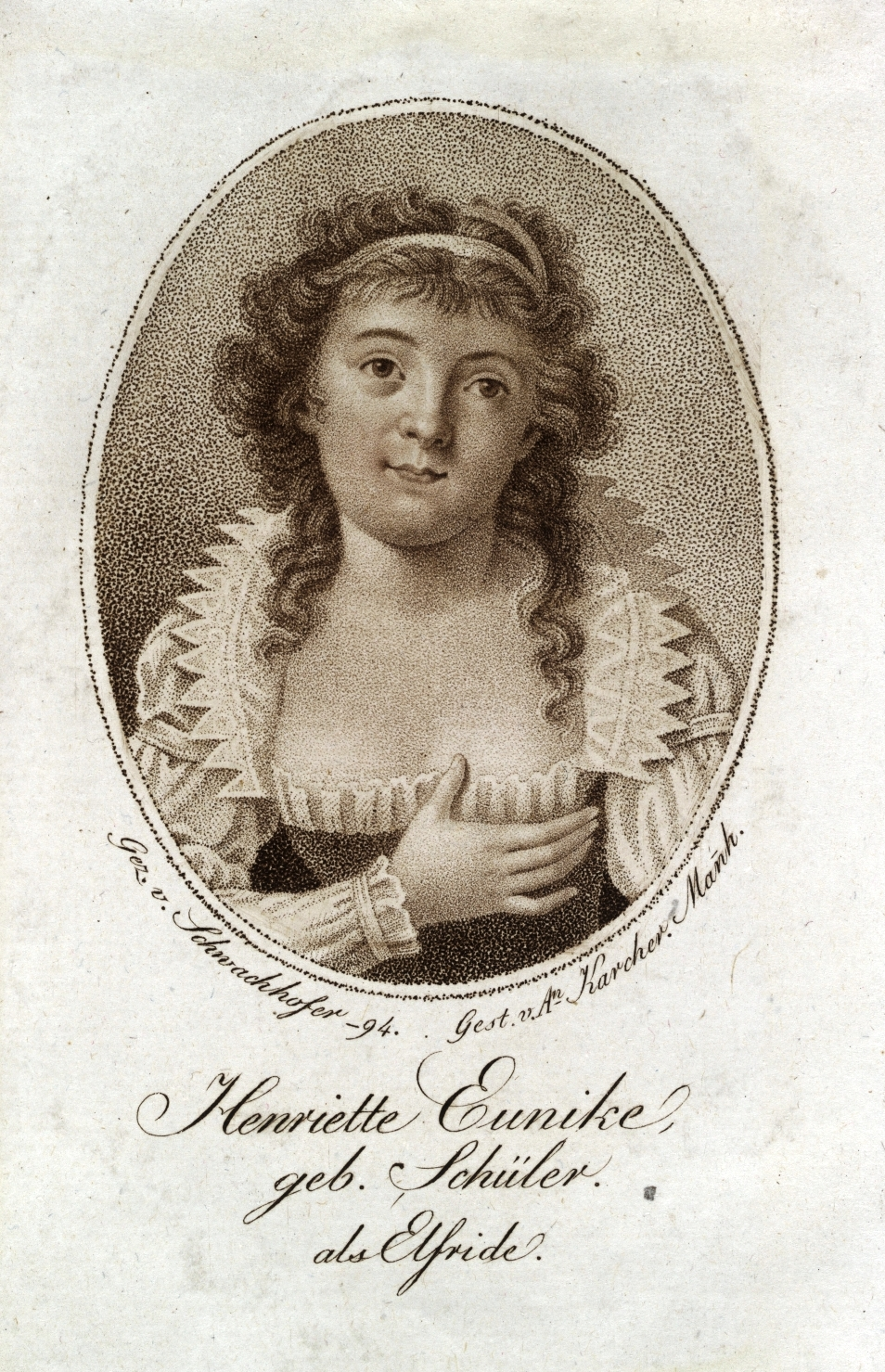
Henriette Schüler, die erste Ehefrau von Eunike
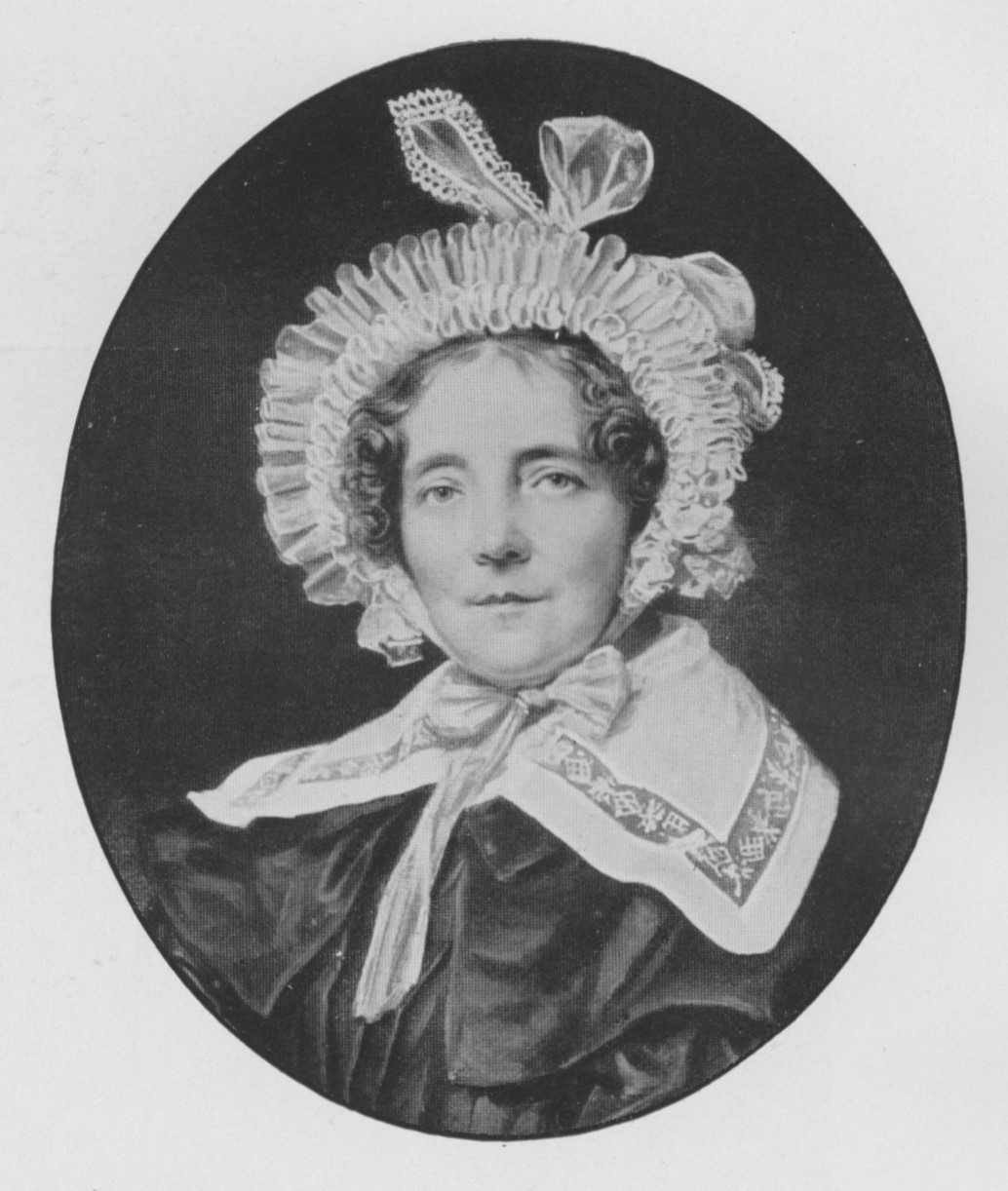
Therese Schwachhofer, zweite Frau von Eunicke
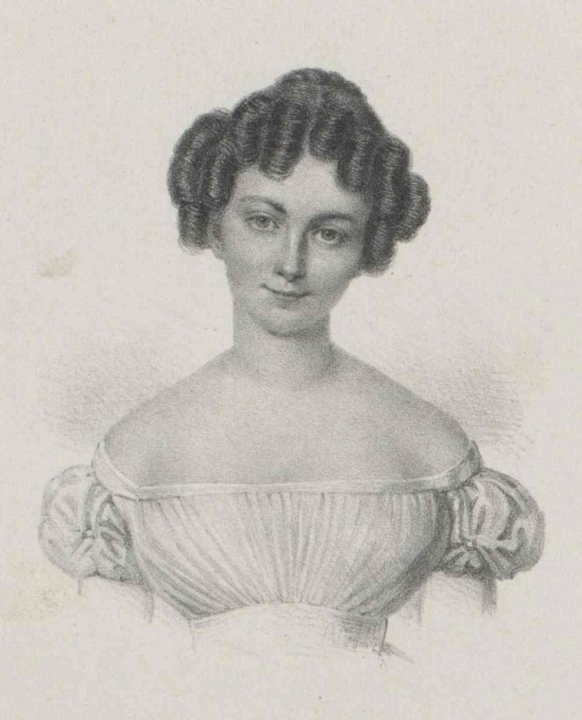
Die Tochter Johanna

## Schüler
- Carl August Friedrich Liberati